# Stade des Martyrs
Het Stade des Martyrs, volledige naam is Stade des Martyrs de la Pentecôte is een multifunctioneel stadion in Kinshasa, een gemeente in de stadsprovincie Kinshasa, de hoofdstad van Congo-Kinshasa. Het stadion droeg eerst de naam Stade Kamanyola. Het stadion ligt aan de Boulevard Triomphal, die de grens vormt met de gemeente Lingwala.
Het stadion wordt vooral gebruikt voor voetbalwedstrijden maar er worden hier ook concerten en atletiekwedstrijden georganiseerd. Daring Club Motema Pembe en AS Vita Club gebruiken dit stadion voor hun thuiswedstrijden. In dit stadion worden ook wedstrijden gespeeld van het nationale voetbalelftal. Er kunnen officieel 80.000 toeschouwers in het stadion, bij sommige wedstrijden zijn dit er meer, tot 100.000. 

## Geschiedenis
De bouw van het stadion (Stade Kamanyola) begon op 14 oktober 1988 en eindigde 5 jaar later in 1993. In 1994 werd het stadion geopend en op 14 september 1994 speelde het nationale elftal (toen heette het land nog Zaïre) tegen Malawi. Het betrof een kwalificatiewedstrijd voor de Afrika Cup van 1996. In 1997 kreeg het stadion een nieuwe (en huidige) naam. Het stadion kreeg deze naam ter ere van Jérôme Anany, Emmanuel Bamba, Alexandre Évariste Kimba en Alexandre Mahamba. Deze personen waren op 1 juni 1966 opgehangen (Pinksterophangingen).
In 2008 werd het stadion gerenoveerd in opdracht van de overheid, het voldoet nu aan de internationale normen. Hiervoor heeft de overheid 3 miljoen besteed.